# Phenasteron longiconductor
Phenasteron longiconductor is een spinnensoort in de taxonomische indeling van de mierenjagers (Zodariidae).
Het dier behoort tot het geslacht Phenasteron. De wetenschappelijke naam van de soort werd voor het eerst geldig gepubliceerd in 2001 door Barbara C. Baehr & Rudy Jocqué.